# Estensan
Estensan é uma comuna francesa na região administrativa de Occitânia, no departamento dos Altos Pirenéus. Estende-se por uma área de 1,54 km². Em 2010 a comuna tinha 39 habitantes (densidade: 25,3 hab./km²).